# Codex Vaticanus 354
Il Codex Vaticanus 354 (Gregory-Aland: S o 028; Soden: ε 1027) è un manoscritto onciale in greco e contenente i quattro vangeli canonici. Il Colophon del codice elenca la data come 949 (il foglio 234 verso). Contiene il testo dei quattro Vangeli.

## Descrizione
Il codice contiene 235 spessi fogli di pergamena di 36 per 24 cm, contenenti un testo quasi completo dei quattro vangeli canonici. Scritta in due colonne per pagina, 27 righe per colonna.
Contiene l'Epistula ad Carpianum, κεφαλαια, τιτλοι, sezioni ammoniane, ma senza alcun riferimento ai canoni eusebiani.

## Critica testuale

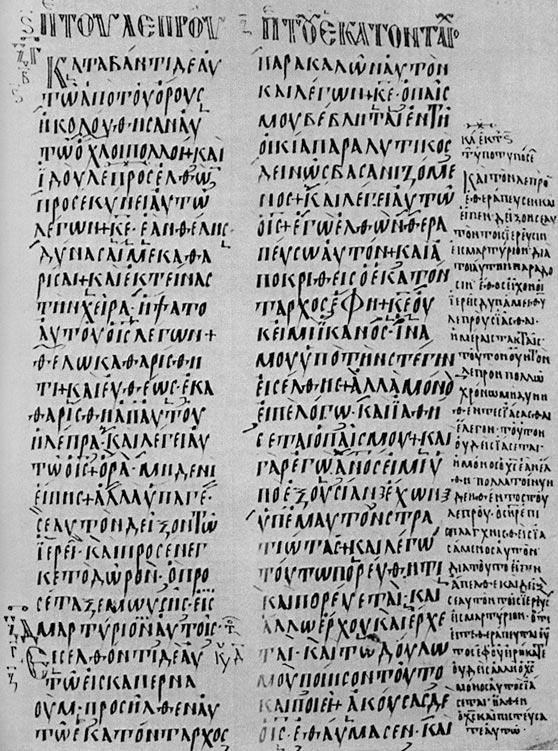
Vangelo secondo Matteo 8,1-10 in Vaticanus 354

Il testo del codice è rappresentativo del tipo testuale bizantino. Kurt Aland lo ha collocato nella Categoria V.
Il Codex riporta il brano dell'agonia di Gesù al Getsemani, ma ne segnala la dubbia originalità.

## Storia
Il manoscritto è stato descritto e collazionati da Bianchini.
Il codice è conservato presso la Biblioteca Apostolica Vaticana (Gr. 354) a Roma.